# Kość trójgraniasta
Kość trójgraniasta (łac. os triquetrum) – jedna z ośmiu kości nadgarstka człowieka. Położona jest w szeregu bliższym po stronie łokciowej. Ma charakterystyczny kształt, przypominający piramidę skierowaną podstawą ku górze i bocznie. Jak większość kości nadgarstka posiada sześć powierzchni (powierzchnia łokciowa to wierzchołek piramidy, a promieniowa to jej podstawa). Powierzchnia bliższa (górna) łączy się z krążkiem stawowym. Powierzchnia dalsza (dolna) z kością haczykowatą, jest śrubowato wygięta. Powierzchnia promieniowa łączy się z kością księżycowatą. Do wierzchołka piramidy przyczepia się więzadło poboczne łokciowe nadgarstka. Do powierzchni grzbietowej i dłoniowej przyczepiają się więzadła, a do przyśrodkowej okrągławej powierzchni części dłoniowej przyłącza się stawowo kość grochowata. Poprzez krążek stawowy łączy się z kością łokciową.